# Estación Valle del Sol
Valle del Sol es parte de la segunda generación de estaciones del Biotrén perteneciente a la comuna de Chiguayante. Antiguamente, era un paradero de los servicios ferroviarios locales llamado La Leonera, pero estaba desprovisto de andén. En 2001, se construyó el andén para el Biotrén y una oficina de movilización. 
Hasta el 23 de noviembre de 2005, operó como estación, luego de lo cual dio paso a la actual Estación La Leonera, ubicada unos 50 m al noroeste.  En ese mes se había terminado la construcción de la segunda vía electrificada Chiguayante - La Leonera, y habilitación del patio de maniobras con sus desvíos para la operación de bucles.
Actualmente, está en operación la oficina de movilización hasta que entre en régimen el nuevo sistema de movilización. 
- Datos: Q5845314